# Club sportif de la municipalité de Ouarzazate
Maillots
Actualités
Le Club Sportif de la Municipalité de Ouarzazate (en arabe : النادي الرياضي بلدية ورزازات), plus couramment abrégé en CS Ouarzazate, est un club marocain de football fondé en 1961 et basé dans la ville de Ouarzazate. 
Le club évolue en National, l'équivalent de la troisième division, depuis la saison 2012/2013.